# التحالفات الفرنسية الهندية

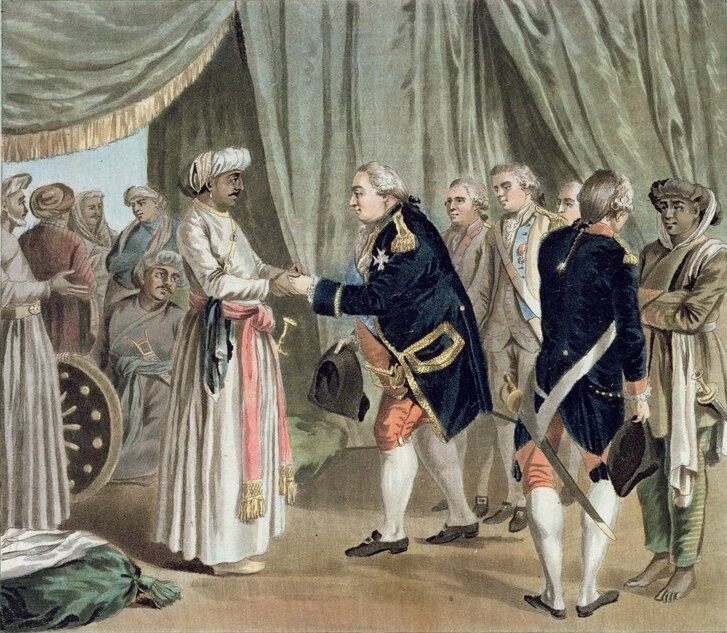

تشكلت العديد من التحالفات الفرنسية الهندية بين فرنسا والحكومات الهندية منذ القرن الثامن عشر حتى ظهور نابليون بونابرت. تشكل تحالف رسمي بين البلدين بقيادة لويس السادس عشر بعد تحالفات دوبلكس في أواخر القرن الثامن عشر، وذلك في محاولة لإخراج بريطانيا العظمى من شبه القارة الهندية. قدم السلطان تيبو في وقت لاحق العديد من المقترحات للتحالف، فأدى ذلك إلى إرسال أسطول فرنسي من المتطوعين لمساعدته، ولتحفيز جهود نابليون لبناء علاقة مع الهند من خلال الحملة الفرنسية على مصر في عام 1798.

## محاولة نابليون لبناء علاقة مع الهند
قدم تيبو مرة أخرى اقتراحًا في أكتوبر عام 1797 من خلال الجنرال مالارتيك، حاكم إيل دو فرانس (موريشيوس). أرسل مالارتيك، الذي لم يستطع استنفاد قواته في إيل دو فرانس، مجموعة من 150 متطوع على متن الفرقاطة لا برينوس في 7 مارس عام 1798. وصلت الفرقاطة إلى مانغلور في أبريل عام 1798. قادت مجموعة أخرى من الضباط الفرنسيين الذين يبلغ عددهم 124، بقيادة ميشيل رايموند، جيشًا مكونًا من 14000 جندي لنظام الملك في الهند، صبحدار هضبة الدكن علي خان آصف جاه الثاني، ولكنها حُيِّدت بعد التدخل الدبلوماسي البريطاني.
اغتنم بونابرت، الذي رغب في تأسيس وجود فرنسي في الشرق الأوسط، فرصة الحملة الفرنسية على مصر للتخطيط لاتحاد مع تيبو ضد البريطانيين. أكد أيضًا لحكومة الإدارة الفرنسية أنه «بمجرد أن غزا مصر، فسيقيم علاقات مع الأمراء الهنود، ويهاجم معهم الإنجليز في مستعمراتهم». يقول تقرير تاليران في 13 فبراير عام 1798: «سنرسل قوة من 15000 رجل من السويس إلى الهند للانضمام إلى قوات تيبو صاحب وطرد الإنجليز، وذلك بعد احتلال مصر وتحصينها». وافقت حكومة الإدارة، على الرغم من قلقها من المبلغ والتكلفة المتفق عليهما، على تغيب الجنرال المشهور عن مركز السلطة.
هُزم بونابرت من قبل الإمبراطورية العثمانية التي ساعدت إنكلترا في حصار عكا في عام 1799، وفي معركة أبو قير في عام 1801، وهُزِم الفرنسيون بشكل كلي في الشرق الأوسط بحلول عام 1802. سرعان ما بذل بونابرت جهودًا كبيرة لمحاولة إقناع الإمبراطورية العثمانية بالقتال ضد روسيا في البلقان والانضمام إلى تحالفه المناهض لروسيا في عام 1803. أرسل الجنرال هوراس سيباستياني كمبعوث استثنائي، ووعد بمساعدة الإمبراطورية العثمانية في استعادة الأراضي المفقودة. شكل بونابرت أيضًا تحالفًا فرنسيًا فارسيًا في عام 1807 خلال الحروب النابليونية، وذلك بهدف مستمر تجسد بالحصول على طريقة مفتوحة في نهاية المطاف لمهاجمة الهند البريطانية.
تضاءل اهتمام بونابرت بالشرق الأوسط والهند عندما هزم روسيا أخيرًا في معركة فريدلند في يوليو عام 1807، فأدى ذلك إلى معاهدة تيلسيت في ديسمبر عام 1807. أصبحت فرنسا -حليفة روسيا- مصدر كره قوي لكل من الإمبراطورية العثمانية وبلاد فارس. وقّعت بريطانيا العظمى معاهدة دفاع متبادل مع شجاع شاه الدراني الأفغاني في 17 يونيو عام 1809، وذلك من أجل تدبير مقاومة أفضل للتهديد الفرنسي الفارسي، وذلك في الوقت الذي نددت فيه بلاد فارس بتحالفها مع فرنسا وتحركها نحو بريطانيا العظمى. صعّبت هذه الأحداث الأخيرة السعي المتواصل للتحالف الفرنسي الهندي.

### مقبرة هاروهالي الفرنسية
توجد مقبرة فرنسية في قرية هاروهالي الهندية دُفن فيها الفرنسيون الذين جاءوا لمساعدة تيبو سلطان. يبلغ عمر المقبرة الجميلة أكثر من 250 عامًا، ولكنها مهملة بشكل محزن، فخُرِّبت معظم القبور من قبل السكان المحليين. مات الفرنسيون وعائلاتهم إما بسبب الملاريا أو الإجهاد أو في المعركة. منح تيبو سلطان هذه الأرض لجعلها مقبرة للفرنسيين. يوجد 35 قبرًا فقط في الوقت الحاضر ومعظمهم في حالة سيئة. خرّب سكان القرية القبور لإزالة الشوايات الحديدية والقرميد واللوحات المعدنية والرخام الباهظ الثمن. تُرِكت العديد من القبور بدون أي شواهد لها.